# Manuel Antônio Álvares de Azevedo
Manuel Antônio Álvares de Azevedo (São Paulo, 12 de setembre de 1831 — Rio de Janeiro, 25 d'abril de 1852) va ser un escriptor de la segona generació romàntica de la literatura brasilera(anomenada Ultra Romântica, Byroniana o Mal do Século - Malaltia del Segle), contista, dramaturg, poeta i assagista brasiler.

## Semblança biogràfica
Fill de Inácio Manuel Álvares de Azevedo i Maria Luísa Mota Azevedo, va passar la infància a Rio de Janeiro, on va iniciar els seus estudis. Va tornar a São Paulo (1847) per estudiar en la Facultat de Dret de Largo de São Francisco, on va guanyar fama pels seus brillants i precoces produccions literàries. Va destacar per la seva facilitat per aprendre idiomes i pel seu esperit jovial i sentimental.
Durant els seus estudis de dret va traduir el cinquè acte de Otelo, de Shakespeare i Parisenca, de Lord Byron; va fundar l'a revista de la Sociedade Ensaio Filosòfic Paulistano (1849); va formar part de la Sociedade Epicuréia (Societat epicúria) i va iniciar el poema èpic O Conde Lopo, del que només es conserven fragments.
No va arribar a concloure els seus estudis ja que va emmalaltir de tuberculosi pulmonar. Va morir sense haver complert 21 anys, mort actualment atribuïda a una diverticulitis. La seva obra comprèn: Poesías diversas, Poema do Frade, el drama Macário, la novela O Livro de Fra Gondicário, Noite na Taverna, Cartas, varios Ensaios (Literatura y Civilización en Portugal, Lucano, George Sand, Jacques Rolla), y su obra principal Lira dos vinte anos (Literatura i Civilització a Portugal, Lucano, George Sand, Jacques Rolla), i la seva obra principal Lira dos vinte anos (inicialment planejada per ser publicada en un projecte - As três Liras - en conjunt amb Aureliano Lessa i Bernardo Guimarãés). És patró de la cadira nº 2 de l'Acadèmia Brasilera de Lletres.

## Crítica Acadèmica
Ha suscitat alguns estudis acadèmics, entre els quals destaquen "O Belo i o Disforme", de Cilaine Alves Cunha (Ed. USP, 2000), "Uma lira de duas cordas", de Rafael Fava Belúzio (Ed. SCRIPTUM/UFMG, 2015) i "Entusiasme indianista i ironia byroniana" (Tesi de Doctorat, USP, 2000); "O poeta leitor. Um estudo das epígrafs ugoanas em Álvares de Azevedo", de Maria C. R. Alves (Dissertació de Maestrazgo, USP, 1999).
Les seves principals influències són Lord Byron, Chateaubriand, i principalment Alfred de Musset.
Un aspecte característic de la seva obra i que ha estimulat certa polèmica és la seva poètica, que ell mateix va definir com un "binomi", que consisteix a aproximar extrems, en una altitud típicament romàntica. És important assenyalar el prefaci a la segona part de Lira dos Vinte Anos, un dels punts crítics d'obra i en la qual defineix tota la seva poètica.
És el primer a incorporar allò quotidià en la poesia a Brasil, amb poemes com "Idéias íntimas", en la segona part de la Lira.
Figura en l'antologia del cançoner nacional. Va ser molt llegit fins a les dues primeres dècades del segle xx, amb constants reedicions de la seva poesia i antologies.
Les últimes escenificacions del seu drama "Macário" van ser el 1994 i 2001.

## Cronologia
- 1833, 14 de setembre - Naixement en São Paulo, en la cantonada del carrer de la Feira amb Cruz Preta, actuals Senador Feijó i Quintino Bocaiúva.
- 1831 - Trasllat a Rio de Janeiro.
- 1835 - Mor el 26 de juny el seu germà més jove, Inácio Manuel, a Niterói, deixant al poeta profundament apesarat.
- 1840 - Matriculat en el col·legi Stoll, a Botafogo. El seu acompliment li val els elogis del propietari del col·legi, el Dr. Stoll: "Reuneix, cosa molt rara, la major innocència de costums i la més vasta capacitat intel·lectual que he trobat a Amèrica en un nen de la seva edat".
- 1844 - Es trasllada a São Paulo, i després d'estudiar francès, anglès i llatí torna a Río a final d'any.
- 1845 - Es matricula en 5º any d'internat en el Col·legi Pedro II, a Río, on va sofrir les conseqüències del seu costum de caricaturitzar als professors.
- 1846 - Cursa 6ª any en el mateix col·legi, tenint com a professor a Domingos José Gonçalves de Magalhãés.
- 1847 - Rep, el 5 de desembre, el grau de batxiller en Lletres.
- 1848 - Ingressa, a 1º de març en la Facultat de Dret de São Paulo, on coneix, entre d'altres, a José de Alencar i Bernardo Guimarãés.
- 1849 - Es matricula en 2º any. Pronuncia un discurs l'11 d'agost, en la sessió commemorativa de l'aniversari de la creació dels cursos jurídics de Brasil. Passa les vacances a Río, amb constants pensaments de mort.
- 1850 - Escriu "una novel·la de més de 200 pàgines, dos poemes, assajos, fragments de poema en una llengua molt antiga" (avui perdut). El 9 de maig pronuncia el discurs inaugural de la societat "Ensaio Filosófico". De tornada a São Paulo es matricula en 3º any. Al setembre se suïcida per amor l'alumne de cinquè curs Feliciano Coelho Duarte, i el poeta fa, el 12 d'aquest mes, el discurs d'adéu.
- 1851 - Cursa el 4º any. El 15 de setembre mor João Batista da Silva Pereira. Passa les vacances a Itaboraí, en la hisenda del seu avi. Pressenteix la mort i diu que tornarà a São Paulo.
- 1852, 25 d'abril - A causa de les conseqüències d'una caiguda des d'un cavall mor a les 17 hores a Rio de Janeiro. És enterrat l'endemà. Està enterrat en el cementiri de San Juan Bautista, sepultura 12A.

## Obra
- 1853 Poesies de Manuel António Álvares de Azevedo, Lira dos Vinte Anos Arxivat 2005-12-24 a Wayback Machine. (única obra preparada per a publicació per l'autor) i Poesies diverses.
- 1855 Obres de Manuel António Álvares de Azevedo, primera publicació de la seva prosa (Noite na Taverna).
- 1862 Obres de Manuel António Álvares de Azevedo, 2ª i 3a edició, primera aparició del Poema do Frade i 3ª part de Lira.
- 1866 O Conde Lopo, poema inèdit.

Mereix un esment especial la "Lira dos Vinte Anos", composta de diversos poemes. La Lira està dividida en tres parts, sent la 1ª i la 3ª Face Ariel i la 2ª Face Caliban. 
La Face Ariel mostra un Álvares de Azevedo ingenu, cast i innocent.
En Face Caliban presenta poemes irònics i sarcàstics.